# جون وود (سياسي أمريكي)
جون وود (بالإنجليزية: John Wood)‏ هو سياسي أمريكي، ولد في 7 ديسمبر 1952 في ليكلاند في الولايات المتحدة. حزبياً، نشط في الحزب الجمهوري. وقد انتخب عضو مجلس نواب فلوريدا.